# 1904年臺灣
|        | 臺灣歷史 \| 台灣歷史年表 |
| 世纪： | 19世纪臺灣 \| 20世纪臺灣 \| 21世纪臺灣 |
| 年代： | 1870年代臺灣 \| 1880年代臺灣 \| 1890年代臺灣 \| 1900年代臺灣 \| 1910年代臺灣 \| 1920年代臺灣 \| 1930年代臺灣                                           |
| 年份： | 1899年臺灣 \| 1900年臺灣 \| 1901年臺灣 \| 1902年臺灣 \| 1903年臺灣 \| 1904年臺灣 \| 1905年臺灣 \| 1906年臺灣 \| 1907年臺灣 \| 1908年臺灣 \| 1909年臺灣 |
| 纪年： | 甲辰年（龙年）、日本明治37年 |

1904年臺灣發生斗六地震。

## 政府

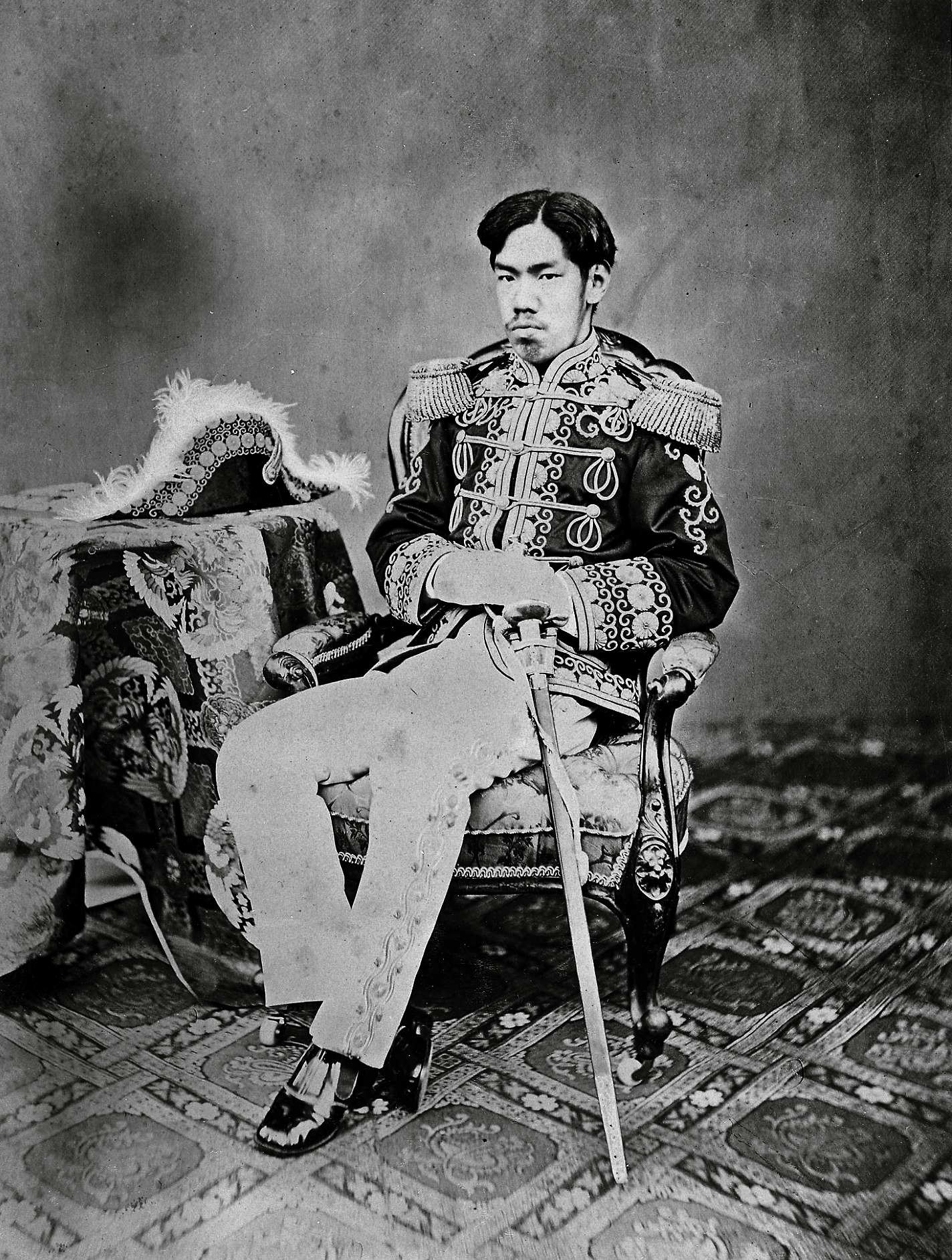
天皇：明治天皇
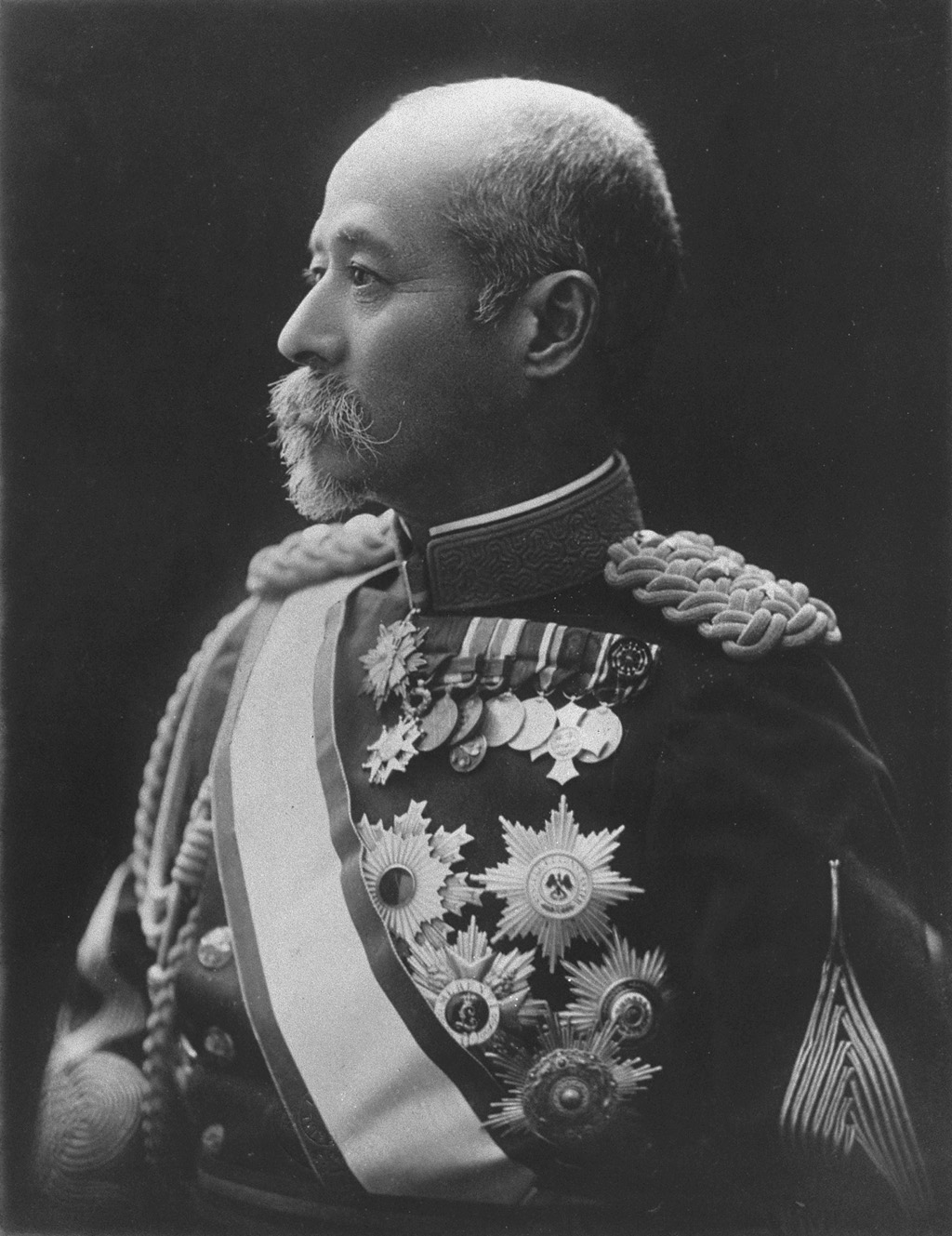
臺灣總督：兒玉源太郎
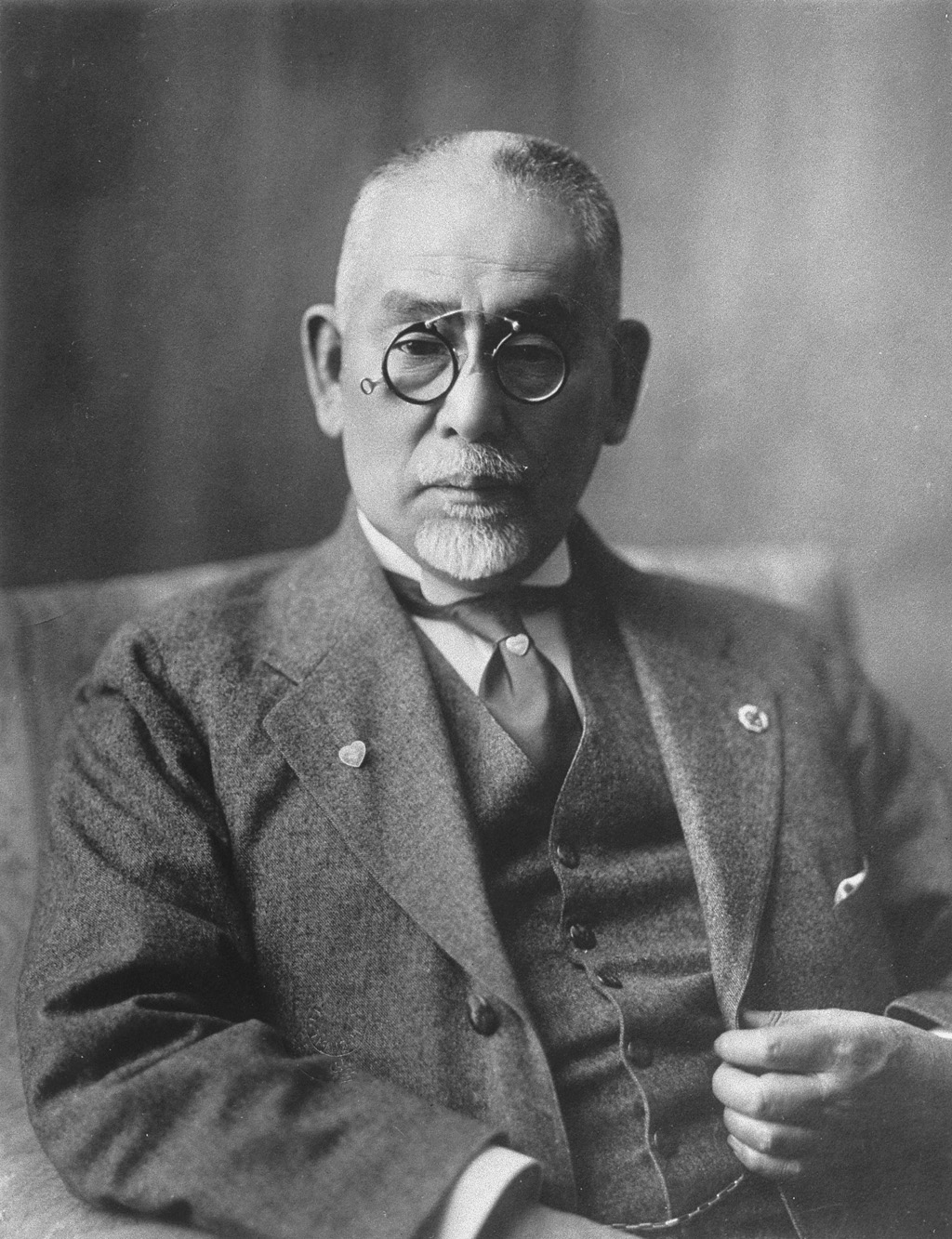
民政長官：後藤新平

## 大事記
- 3月11日——公布〈臺灣公學校規則〉。[1]:190
- 5月10日——公布〈大租權整理令〉。[1]:190
- 7月——改革幣制。[2]:249
- 11月6日——凌晨4點25分發生斗六地震，導致145人死亡，158人受傷，房屋全倒661棟，3,179棟房屋損壞，嘉義廳受損最大，這次地震是臺灣20世紀歷史上死亡人數排在第五位的地震。

## 出生
- 2月8日——郭秋生，作家。台灣話文運動的支持者，創辦《南音》雜誌。（1980年逝世）
- 3月10日——陳華宗，政治人物。日治時期曾任學甲庄長，戰後出任台南縣議會議長。（1968年逝世）
- 4月23日——連震東，半山政治人物。曾任內政部長，父親為作家連橫。（1986年逝世）
- 8月19日——張深切，作家。著有《黑色的太陽》。（1965年逝世）
- 9月12日——余登發，黨外運動先驅。曾任國大代表、高雄縣縣長。（1989年逝世）
- 10月14日——蔡丁贊，醫師、政治人物。曾任台南市議會議長。（1993年逝世）
- 10月20日——葉公超，作家、外交官。曾任中華民國外交部長、駐美大使。出生於清國江西省九江府。（1981年逝世）

## 逝世
- 1月7日——余饒理（George Ede），蘇格蘭長老教會傳教士、教育家。清領時期來臺傳教，臺南長老教中學首任校長。卒於清國廣東。（1854年出生）
- 6月16日——林朝棟，清代將領，出身霧峰林家。曾參與清法戰爭的台灣戰事，協助劉銘傳在台灣辦理新政。卒於清國上海。（1851年出生）